# Jonathan Erlich
Jonathan Dario Erlich (hebräisch יונתן דאריו "יוני" ארליך; * 5. April 1977 in Buenos Aires, Argentinien) ist ein ehemaliger israelischer Tennisspieler. In seiner Karriere konnte er 20 Turniere im Doppel – darunter auch ein Grand-Slam-Turnier – gewinnen, die meisten davon mit seinem Landsmann Andy Ram.

## Biografie
Erlich wurde 1977 in Buenos Aires, Argentinien, geboren. Als er ein Jahr alt war, wanderte seine Familie nach Haifa, Israel aus. Heute lebt er in Tel Aviv. Er begann im Alter von drei Jahren Tennis zu spielen. Sein erstes Turnier bestritt er mit sieben. Später trainierte er am Wingate Institute für Sportler in Israel, wo er auch seinen späteren Partner im Doppel Andy Ram traf. 1996 wurde er im Alter von 19 Jahren professioneller Tennisspieler.

## Karriere

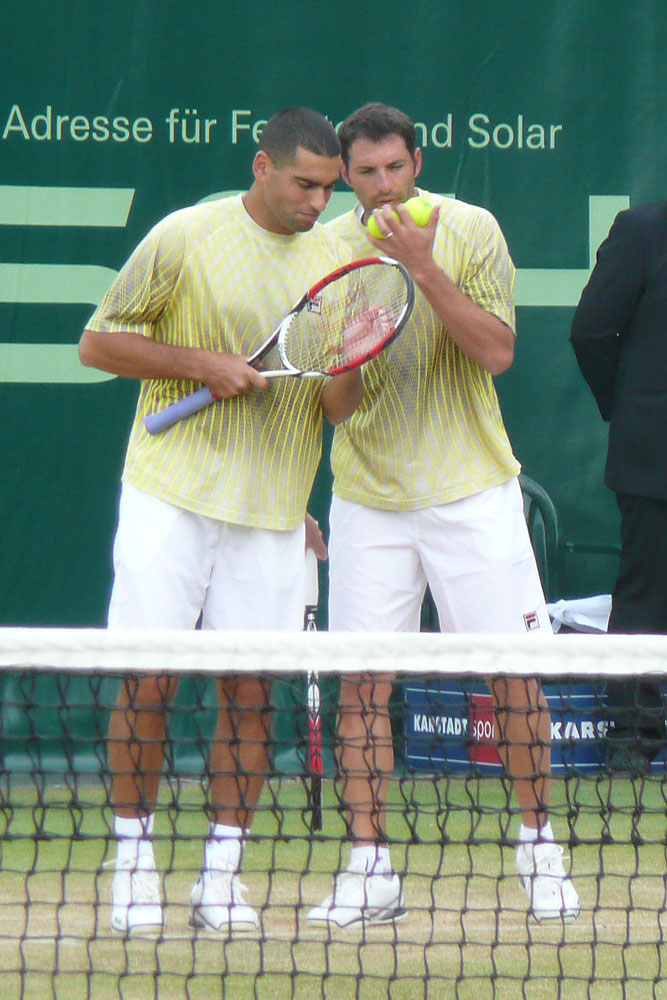
Jonathan Erlich und Andy Ram 2008 bei den Gerry Weber Open.

### 1996–2005
Jonathan Erlich und Andy Ram spielten zum ersten Mal im Juni 2001 im Londoner Queen’s Club zusammen.
2003 gewannen Erlich und Ram im Viertelfinale in Wimbledon gegen Mark Knowles und Daniel Nestor mit drei gewonnenen Sätzen im Tie-Break, verloren aber das anschließende Halbfinale gegen Jonas Björkman und Todd Woodbridge. Damals waren sie das erste israelische Doppel-Paar, welches je in einem Grand-Slam Halbfinale gestanden hat. Im September desselben Jahres gewannen die beiden ihr erstes Turnier im Doppel, die Thailand Open. Der zweite Turnier-Erfolg des Duos folgte nur einen Monat später mit dem Gewinn des Grand Prix de Lyon gegen die Franzosen Julien Benneteau und Nicolas Mahut. 2004 gewannen sie das Turnier nochmals, diesmal gegen Jonas Björkman und Radek Štěpánek mit 7:6 und 6:2. Ebenfalls 2004 erreichten sie bei den Olympischen Spielen in Athen das Viertelfinale.
In der Rangliste wurden sie Ende 2005 als Nummer acht und neun geführt.

### 2006 bis 2022
In der ersten Turnierwoche der Saison 2006 gewannen Erlich und Ram die Doppel-Konkurrenz des Turniers von Adelaide. Im März verteidigten sie den Doppeltitel des Turniers in Nottingham gegen die Russen Dmitri Tursunow und Igor Kunizyn mit 6:3 und 6:2. Im November 2006 gewannen sie gegen die topgesetzten Bob und Mike Bryan beim Tennis Masters Cup in Shanghai mit 7:6, 2:6 und 6:1, und im August desselben Jahres noch einmal beim Cincinnati Masters mit 4:6, 6:3, [13:11].
2008 erreichten sie mit dem Gewinn der Doppelkonkurrenz der Australian Open ihren größten Erfolg. Gegner im Finale waren die Franzosen Arnaud Clément und Michaël Llodra. Bemerkenswert dabei war, dass die beiden im Verlauf des Turniers keinen einzigen Satz abgaben. Im März 2008 gewannen Erlich und Ram die Pacific Life Open, wo sie das Finale gegen Daniel Nestor und Nenad Zimonjić bestritten.
Bis 2014 gewannen Erlich und Ram gemeinsam 15 Titel auf der World Tour und standen 13 weitere Male in einem Endspiel. Ram beendete im September 2014 im Anschluss an die Davis-Cup-Partie gegen Argentinien, in der er letztmals an der Seite von Jonathan Erlich spielte, seine Karriere. Seitdem ist Erlich mit wechselnden Partnern aktiv, mit denen er vereinzelt auch weitere Tourtitel gewinnen konnte.
2022 beendete er seine Karriere nach dem Turnier in Tel Aviv, wo er jedoch im Doppel an der Seite von Novak Đoković nicht mehr antrat.

## Erfolge
| Legende (Anzahl der Siege)                         |
| Grand Slam (1)                                     |
| Tennis Masters Cup ATP World Tour Finals           |
| ATP Masters Series ATP World Tour Masters 1000 (2) |
| ATP International Series Gold ATP World Tour 500   |
| ATP International Series ATP World Tour 250 (19)   |
| ATP Challenger Tour (25)                           |

| ATP-Titel nach Belag |
| Hartplatz (11)       |
| Sand (2)             |
| Rasen (7)            |
| Teppich (2)          |

### Doppel

#### Turniersiege

##### ATP World Tour
| Nr. | Datum              | Turnier         | Belag       | Partner              | Finalgegner                               | Ergebnis          |
| --- | ------------------ | --------------- | ----------- | -------------------- | ----------------------------------------- | ----------------- |
| 1.  | 10. Juli 2000      | Newport (1)     | Rasen       | Harel Levy           | Kyle Spencer Mitch Sprengelmeyer          | 7:62, 7:5         |
| 2.  | 29. September 2003 | Bangkok (1)     | Hartplatz   | Andy Ram             | Jarkko Nieminen Andrew Kratzmann          | 6:3, 7:64         |
| 3.  | 13. Oktober 2003   | Lyon (1)        | Teppich (i) | Andy Ram             | Nicolas Mahut Julien Benneteau            | 6:1, 6:3          |
| 4.  | 11. Oktober 2004   | Lyon (2)        | Teppich (i) | Andy Ram             | Radek Štěpánek Jonas Björkman             | 7:62, 6:2         |
| 5.  | 25. Februar 2005   | Rotterdam       | Hartplatz   | Andy Ram             | Cyril Suk Pavel Vízner                    | 6:4, 4:6, 6:3     |
| 6.  | 20. Juni 2005      | Nottingham (1)  | Rasen       | Andy Ram             | Simon Aspelin Todd Perry                  | 4:6, 6:3, 7:5     |
| 7.  | 9. Januar 2006     | Adelaide        | Hartplatz   | Andy Ram             | Paul Hanley Kevin Ullyett                 | 7:64, 7:610       |
| 8.  | 26. Juni 2006      | Nottingham (2)  | Rasen       | Andy Ram             | Igor Kunizyn Dmitri Tursunow              | 6:3, 6:3          |
| 9.  | 28. August 2006    | New Haven       | Hartplatz   | Andy Ram             | Mariusz Fyrstenberg Marcin Matkowski      | 6:3, 6:3          |
| 10. | 2. Oktober 2006    | Bangkok (2)     | Hartplatz   | Andy Ram             | Andy Murray Jamie Murray                  | 6:2, 2:6, [10:4]  |
| 11. | 19. August 2007    | Cincinnati      | Hartplatz   | Andy Ram             | Bob Bryan Mike Bryan                      | 4:6, 6:3, [13:11] |
| 12. | 26. Januar 2008    | Australian Open | Hartplatz   | Andy Ram             | Arnaud Clément Michaël Llodra             | 7:5, 7:64         |
| 13. | 21. März 2008      | Indian Wells    | Hartplatz   | Andy Ram             | Daniel Nestor Nenad Zimonjić              | 6:4, 6:4          |
| 14. | 13. Juni 2010      | Queen’s Club    | Rasen       | Novak Đoković        | Karol Beck David Škoch                    | 6:76, 6:2, [10:3] |
| 15. | 19. Juni 2011      | Eastbourne      | Rasen       | Andy Ram             | Andreas Seppi Grigor Dimitrow             | 6:3, 6:3          |
| 16. | 27. August 2011    | Winston-Salem   | Hartplatz   | Andy Ram             | Christopher Kas Alexander Peya            | 7:62, 6:4         |
| 17. | 6. Mai 2012        | Belgrad (1)     | Sand        | Andy Ram             | Martin Emmrich Andreas Siljeström         | 4:6, 6:2, [10:6]  |
| 18. | 4. Oktober 2015    | Shenzhen        | Hartplatz   | Colin Fleming        | Chris Guccione André Sá                   | 6:1, 6:73, [10:6] |
| 19. | 1. Oktober 2017    | Chengdu         | Hartplatz   | Aisam-ul-Haq Qureshi | Marcus Daniell Marcelo Demoliner          | 6:3, 7:63         |
| 20. | 21. Juli 2018      | Newport (2)     | Rasen       | Artem Sitak          | Marcelo Arévalo Miguel Ángel Reyes Varela | 6:1, 6:2          |
| 21. | 29. Juni 2019      | Antalya         | Rasen       | Artem Sitak          | Ivan Dodig Filip Polášek                  | 6:3, 6:4          |
| 22. | 28. Mai 2021       | Belgrad (2)     | Sand        | Andrej Wassileuski   | André Göransson Rafael Matos              | 6:4, 6:1          |

##### ATP Challenger Tour
| Nr. | Datum              | Turnier             | Belag         | Partner           | Finalgegner                                | Ergebnis          |
| --- | ------------------ | ------------------- | ------------- | ----------------- | ------------------------------------------ | ----------------- |
| 1.  | 13. Mai 2000       | Fargʻona            | Hartplatz     | Lior Mor          | Daniel Melo Alexandre Simoni               | 6:4, 6:0          |
| 2.  | 18. Juni 2000      | Denver              | Hartplatz     | Lior Mor          | Noam Behr Andy Ram                         | 6:4, 5:7, 6:2     |
| 3.  | 12. Mai 2001       | Jerusalem           | Hartplatz     | Michaël Llodra    | Noam Behr Noam Okun                        | 7:5, 4:6, 7:62    |
| 4.  | 23. September 2001 | Istanbul (1)        | Hartplatz     | Michaël Llodra    | Sander Groen Michael Kohlmann              | kampflos          |
| 5.  | 7. Oktober 2001    | Grenoble            | Hartplatz (i) | Andy Ram          | Paul Rosner Glenn Weiner                   | 6:4, 3:6, 7:64    |
| 6.  | 25. November 2001  | Puebla              | Hartplatz     | Andy Ram          | Marco Chiudinelli Tuomas Ketola            | 6:4, 6:75, 6:1    |
| 7.  | 2. Dezember 2001   | San José            | Hartplatz     | Andy Ram          | Daniel Melo Dušan Vemić                    | 6:3, 6:3          |
| 8.  | 3. März 2002       | Cherbourg-Octeville | Hartplatz (i) | Noam Behr         | Julien Benneteau Lionel Roux               | kampflos          |
| 9.  | 3. November 2002   | La Réunion          | Hartplatz     | Federico Browne   | Marco Chiudinelli Jaroslav Levinský        | 6:1, 4:6, 6:3     |
| 10. | 9. März 2003       | Besançon            | Hartplatz (i) | Julian Knowle     | Richard Gasquet Nicolas Mahut              | 6:3, 6:4          |
| 11. | 27. Juli 2003      | Lexington           | Hartplatz     | Takao Suzuki      | Matías Boeker Travis Parrott               | 6:4, 6:1          |
| 12. | 10. August 2003    | Binghamton          | Hartplatz     | Andy Ram          | Stephen Huss Myles Wakefield               | 6:4, 6:3          |
| 13. | 7. September 2003  | Istanbul (2)        | Hartplatz     | Andy Ram          | Amir Hadad Harel Levy                      | 7:65, 7:66        |
| 14. | 9. November 2003   | Bratislava          | Hartplatz (i) | Harel Levy        | Mario Ančić Martín Alberto García          | 7:67, 6:3         |
| 15. | 16. November 2003  | Dnipro              | Hartplatz (i) | Harel Levy        | Simon Aspelin Johan Landsberg              | 6:4, 6:3          |
| 16. | 12. Juli 2008      | Ramat haScharon (1) | Hartplatz     | Andy Ram          | Serhij Bubka Michail Jelgin                | 6:3, 7:63         |
| 17. | 17. Mai 2009       | Izmir               | Hartplatz     | Harel Levy        | Prakash Amritraj Rajeev Ram                | 6:3, 6:3          |
| 18. | 8. Mai 2010        | Ramat haScharon (2) | Hartplatz     | Andy Ram          | Alexander Peya Simon Stadler               | 6:4, 6:3          |
| 19. | 4. August 2013     | Vancouver           | Hartplatz     | Andy Ram          | Jamie Cerretani Adil Shamasdin             | 6:1, 6:4          |
| 20. | 11. August 2013    | Aptos (1)           | Hartplatz     | Andy Ram          | Chris Guccione Matt Reid                   | 6:3, 6:76, [10:2] |
| 21. | 13. August 2017    | Aptos (2)           | Hartplatz     | Neal Skupski      | Alex Bolt Jordan Thompson                  | 6:3, 2:6, [10:8]  |
| 22. | 12. Januar 2018    | Canberra            | Hartplatz     | Divij Sharan      | Hans Podlipnik-Castillo Andrej Wassileuski | 7:61, 6:2         |
| 23. | 31. März 2019      | Saint-Brieuc        | Hartplatz (i) | Fabrice Martin    | Jonathan Eysseric Antonio Šančić           | 7:62, 7:62        |
| 24. | 14. April 2019     | Taipeh              | Hartplatz (i) | N. Sriram Balaji  | Sander Arends Sam Weissborn                | 6:3, 6:2          |
| 25. | 16. November 2019  | Houston             | Hartplatz     | Santiago González | Ariel Behar Gonzalo Escobar                | 6:3, 7:64         |

#### Finalteilnahmen
| Nr. | Datum              | Turnier          | Belag         | Partner            | Finalgegner                           | Ergebnis          |
| --- | ------------------ | ---------------- | ------------- | ------------------ | ------------------------------------- | ----------------- |
| 1.  | 12. Januar 2004    | Chennai (1)      | Hartplatz     | Andy Ram           | Rafael Nadal Tommy Robredo            | 6:73, 6:4, 3:6    |
| 2.  | 23. Februar 2004   | Rotterdam (1)    | Hartplatz (i) | Andy Ram           | Paul Hanley Radek Štěpánek            | 7:5, 6:75, 5:7    |
| 3.  | 31. Juli 2005      | Los Angeles      | Hartplatz     | Andy Ram           | Rick Leach Brian MacPhie              | 3:6, 4:6          |
| 4.  | 15. August 2005    | Montreal         | Hartplatz     | Andy Ram           | Wayne Black Kevin Ullyett             | 7:67, 3:6, 0:6    |
| 5.  | 3. Oktober 2005    | Bangkok (1)      | Hartplatz (i) | Andy Ram           | Paul Hanley Leander Paes              | 7:65, 1:6, 2:6    |
| 6.  | 17. Oktober 2005   | Wien             | Hartplatz (i) | Andy Ram           | Mark Knowles Daniel Nestor            | 3:5, 6:74         |
| 7.  | 27. Februar 2006   | Rotterdam (2)    | Hartplatz (i) | Andy Ram           | Paul Hanley Kevin Ullyett             | 6:74, 6:72        |
| 8.  | 15. Mai 2006       | Rom              | Sand          | Andy Ram           | Mark Knowles Daniel Nestor            | 4:6, 7:5, [11:13] |
| 9.  | 4. März 2007       | Las Vegas        | Hartplatz     | Andy Ram           | Bob Bryan Mike Bryan                  | 6:76, 2:6         |
| 10. | 18. März 2007      | Indian Wells     | Hartplatz     | Andy Ram           | Martin Damm Leander Paes              | 4:6, 4:6          |
| 11. | 5. August 2007     | Washington, D.C. | Hartplatz     | Andy Ram           | Bob Bryan Mike Bryan                  | 6:75, 6:3, [7:10] |
| 12. | 3. August 2008     | Cincinnati       | Hartplatz     | Andy Ram           | Bob Bryan Mike Bryan                  | 6:4, 6:72, [7:10] |
| 13. | 3. Oktober 2010    | Bangkok (2)      | Hartplatz (i) | Jürgen Melzer      | Christopher Kas Viktor Troicki        | 4:6, 4:6          |
| 14. | 8. Januar 2012     | Chennai (2)      | Hartplatz     | Andy Ram           | Leander Paes Janko Tipsarević         | 4:6, 4:6          |
| 15. | 16. Juni 2013      | Halle            | Rasen         | Daniele Bracciali  | Santiago González Scott Lipsky        | 2:6, 6:73         |
| 16. | 13. Juli 2014      | Newport          | Rasen         | Rajeev Ram         | Chris Guccione Lleyton Hewitt         | 5:7, 4:6          |
| 17. | 21. Februar 2016   | Marseille        | Hartplatz (i) | Colin Fleming      | Mate Pavić Michael Venus              | 2:6, 3:6          |
| 18. | 13. August 2016    | Los Cabos        | Hartplatz     | Ken Skupski        | Purav Raja Divij Sharan               | 6:74, 6:73        |
| 19. | 14. Januar 2017    | Auckland         | Hartplatz     | Scott Lipsky       | Marcin Matkowski Aisam-ul-Haq Qureshi | 6:1, 2:6, [3:10]  |
| 20. | 29. September 2019 | Chengdu          | Hartplatz     | Fabrice Martin     | Nikola Čačić Dušan Lajović            | 6:79, 6:3, [3:10] |
| 21. | 8. Februar 2020    | Pune             | Hartplatz     | Andrej Wassileuski | André Göransson Christopher Rungkat   | 2:6, 6:3, [8:10]  |
| 22. | 28. Februar 2021   | Montpellier      | Hartplatz (i) | Andrej Wassileuski | Henri Kontinen Édouard Roger-Vasselin | 2:6, 5:7          |
| 23. | 26. September 2021 | Nur-Sultan       | Hartplatz (i) | Andrej Wassileuski | Santiago González Andrés Molteni      | 1:6, 2:6          |